# ثيروفالوفار
ثيروفالوفار، والذي يعرف عادة بفالوفار، شاعر وفيلسوف تاميليٌّ مشهور. اشتهر لتأليفه الثيروكورال (النصوص المقدسة)، وهي عبارة عن مجموعة من النصوص الشعرية عن الأخلاق، وقضايا سياسية واقتصادية، والحب. تُعتبر هذه الكتابات من أكثر الأعمال امتيازاً واعتزازاً في الأدب التاميلي.
صرح كامل زفيليبل -وهو باحث في الأدب التاميلي- بعدم توفر معلومات موثوقٍ بها عن ثيروفالوفار. خُمنت حياته وخلفيته بطرق مختلفة من قبل كُتّاب سيرة ذاتية مختلفين مستندين إلى أعماله الأدبية. توجد قصص بطولية وقديسية مفبركة عن حياة ثيروفالوفار، وقد حاولت كل الديانات الهندية الكبرى، والمبشرون المسيحيون في القرن التاسع عشر، ادعاء وجود إلهام سري (خبيء) له أو انتمائه لتقاليدهم. لا يُعرف بشكلٍ دقيق عن تأريخ عائلته وارتباطاته الدينية أو عن محل ولادته إلا القليل. يُعتقد بأنه قد عاش في بلدة مايلابور (وهي أحد أحياء المدينة المعروفة حالياً بمدينة شيناي)، تؤرخ قمة عطائه الفني بتواريخ مختلفة بين القرن الرابع قبل الميلاد إلى القرن السادس بعد الميلاد، وذلك اعتماداً على الروايات التقليدية والتحليلات اللغوية لكتاباته. يرجح ماراي مالاي اديغال ولادة فالوفار في سنة 31 قبل الميلاد، في حين خمن كامل زفيليبل تاريخ كتابة النصوص المقدسة (ثيروكورال) وتاريخ ولادة ثيروفالوفار قرب سنة 500 بعد الميلاد.
أثّر فالوفار في عددٍ كبير من الباحثين في مختلف العصور وعلى الأصعدة الأخلاقية والاجتماعية والسياسية والاقتصادية والدينية والفلسفية والروحية. بُجل فالوفار منذ القدم كواحدٍ من أعظم الحكماء، وتُعتبر أعماله الأدبية من كلاسيكيات الثقافة التاميلية.  

## حياته
يوجد عدد قليل من المعلومات الموثوقة حول حياة ثيروفالوفار. في الحقيقة، لا يُمكن التأكد بدقة من اسمه الحقيقي ولا من العنوان الأصلي لعمله. إذ إن كتاب تيروكورال (النصوص المقدسة) ذاته لا يحتوي على اسمٍ لمؤلفه. إذ قال مسيو أريل، وهو مترجم فرنسي لأعماله في القرن التاسع عشر، قولاً مشهوراً عنه: «الكتاب الذي دون عنوان للكاتب الذي دون اسم». ذُكر الاسم ثيروفالوفار (القديس فالوفار كما في الأدب) لأول مرة في الكتابة المتأخرة المعروفة باسم تيروفالوفا مالاي.
استُنتجت التخمينات حول حياة ثيروفالوفار من عمله ثيروكورال (النصوص المقدسة) بالإضافة لأعمالٍ أدبية تاميلية أخرى كانت قد اقتبست منه. وفقاً لزفيليبل، كان ثيروفالوفار «علّامة في الدين الجيني مع ميول انتقائية ومعرفة جوهرية بالأعمال المبكرة للفترة التاميلية الكلاسيكية وبعض المعرفة بالنصوص القانونية والتعليمية المكتوبة باللغة السنسكريتية (سابهاشيتا)».

## السير الذاتية التقليدية
يحتوي النص الشيفاوي الهندوسي المعروف باسم تيروفالوفا مالاي على أول إشارة نصية لإسطورة ثيروفالوفار، إلا أنها بقيت من دون تأريخ محدد. جذب هذا النص الانتباه في العصر الكولوني، بسبب أحد الشروحات في أوائل القرن التاسع عشر والتي أشارت إليه باسم «فالوفان» (فالوفر) والذي قدمت كتاباته «حكمة كتابات الفيداس الخفية للعالم». يربط النص الأصلي الكورال بسياق الأدب السنسكريتي. يتضمن شرح النص على تعليقٍ مفاده أن فالوفان كان «قد ولد في طبقة اجتماعية هندية متدنية»، إلا أن النص الأصلي لا يحتوي على هذه المعلومة. وفقاً لستوارت بلاكبيرن، يبدو أن هذا التعليق هو خارج النص ومستند في الأغلب على المعتقدات المتناقلة شفوياً. لم توجد أي مصادر نصية من ما قبل العصر الكولوني لدعم أي أساطير حول حياة ثيروفالوفار. ابتداء مما يقارب أوائل القرن التاسع عشر، نُشرت العديد من الأساطير حول ثيروفالوفار باللغات الهندية والإنجليزية.
برزت الكثير من الادعاءات في أدب العصر الكولوني حول خلفية عائلة فالوفار وعملها، خُمنت جميعها من مقاطع مختارة من كتاباته أو من سير القديسين التي نُشرت منذ بدأ العصر الكولوني في ولاية تاميل نادو. تدّعي إحدى النسخ التقليدية بأنه كان نساجاً من الباراير. تقول نظريةُ أخرى إنه لا بد أن يكون من الطبقة الفلاحية للفيلالاريين بسبب تمجيده للزراعة في أعماله. تشير نظريةٌ أخرى إلى أنه كان دخيلاً، ابنٌ لأم منبوذة ووالد برهمي. يُخمن مو راغهافا اينغار بأن مقطع «فالوفا» من اسمه ما هو إلا صورة أخرى لكلمة «فالّابها»، وهي تسمية تطلق على الضابط الملكي. اشتق س.فايابوري بيلاي اسمه من كلمة «فالوفان» (طبالون ملكيون من الطائفة البارارية)، والذي وضع نظريةً تفيد بأن ثيروفولار كان «رئيس الغلمان المؤذنين بما يشابه مسؤول البوق في الجيش». كان ثيروفالوفار متزوجاً على الأغلب من امرأة تسمى فاسوكي وعاشا في مايلابور. وفقاً للقصص التقليدية، مات فالوفار في يوم أنوشام من شهر فايكاسي التاميلي.
تصف القصيدة المعروفة باسم كابيلار اغافال كاتبها، والتي يُزعم أنها كُتبت من قبل كابيلار، على أنه أخٌ لفالوفار. تشير القصيدة إلى أنهما كانا ولدين لأمٍ بولائية اسمها آدي وأب برهمي اسمه بهاغوان. تزعم القصيدة بأن لديهما 7 أطفال، 3 أبناء (فالوفار، وكابيلار، واتيكامان) و4 بنات (آفاي، واوباي، وأوروفاي، وفيلاي). إلا أن هذه القصة الأسطورية زائفة. يؤرّخ كامل زفيليبل وجود كابيلار اغافال إلى القرن الخامس عشر بعد الميلاد، اعتماداً على لغته المستعملة في أعماله. تذكر سيرٌ ذاتيةٌ مختلفة اسم فاسوكي كزوجة لفالوفار، إلا أن حقيقة وقوع مثل هذه التفاصيل تبقى محل شك تأريخي.
ليست السير الذاتية التقليدية متضاربة فقط، بل إنها تحتوي على ادعاءات مشكوك بأمرها حول ثيروفالوفار. إلى جانب النسخ المختلفة التي تتحدث عن ظروف ولادته، يشير الكثير إلى ذهابه لجبل ولقائه بأغاستيا الأسطورية ومجموعة من الحكماء الآخرين. خلال رحلة عودته، يجلس تحت شجرة تلقي بظل ثابت عليه دون أن يتحرك الظل طيلة يوم كامل، ويقتل شيطاناً، ويقوم بمعجزاتٍ مثل تسببه بالفيضانات ومن ثم جعلها تتقهقر، ولمس سفينة هابطة إلى القاع جاعلاً إياها تطفو وتُبحر على نحو خارق، وتحول فاسوكي الرمل الذي طبخته عروسته إلى رز مغلي، وغيرها من الأساطير الكثير. يعتبر الباحثون هذه القصص وكل الجوانب المتعلقة بسير القديسين الأسطورية قصصًا خيالية وغير تأريخية، وهي صفة شائعة في «الفولكلور العالمي والهندي». الافتراضات المزعومة في الأقاويل التقليدية حول كونه قد وُلد في قبيلة متدنية، أو على العكس في قبيلة ذات مستوى عال، وكونه من المنبوذين، كلها تحت موضع شكٍ أيضاً.
في العام 1904، حلل بورنالينغام بيلاي، وهو درافيداني متحمس، هذه الأقاويل والقصص وسماها بالخرافات. وبحسب بلاكبيرن، كان كل من تحليل بيلاي وحججه متينين. أصبحت هذه الأقاويل الخيالية حول حياة ثيروفالوفار شائعةً جداً بسبب قبول أجزاء محددة من الأقاويل التقليدية من قبل المبشرين المسيحيين أمثال جورج بوب وغيره من الكُتاب الأوربيين، ثم نشرها أيضاً ومن ثم أصبحت من القراءات المطلوبة في التدريس حول التأريخ التاميلي.

## محل الولادة
مثل بقية التفاصيل حول فالوفار، يبقى محل ولادته الدقيق غير مؤكد. يُعتقد أن فالوفار قد عاش في مادوراي ولاحقاً في بلدة ماييلابورام أو ثيروماييلاي (المعروفة حالياً باسم مايلابوري الواقعة في شيناي). هناك أقوالٌ تفيد أيضاً بأنه وُلد في ماييلابورام وانتقل لاحقاً إلى مادوراي لنشر أعماله في البلاط الملكي. تشير قصيدة كابيلار اكافال إلى أن فالوفار وُلد على قمة شجرة زيت الجوز في ماييلابورام. في حين يزعم النص الـ 21 من كتاب تيروفالوفا مالاي ولادته في مادوراي.
في عام 2005، زعم فريقٌ بحثي مكون من ثلاثة أعضاء تابعين لمركز كانياكوماري للبحوث التأريخية والثقافية أن فالوفار وُلد في ثيروناياناركوريتشي، وهي بلدة تُعرف حالياً باسم مقاطعة كانياكوماري. استند زعمهم إلى أقوال زعيم كاني قبلي كبير السن والذي أخبرهم بأن فالوفار كان ملكاً حاكماً لمنطقة «فالوفانادو» في الأرض الجبلية التابعة لمقاطعة كانياكوماري.